# 權夏琳
權夏琳（英語：Kwon Ha-lim，1999年3月2日—）是韓國女子跳水運動員。她取得2020年東京奥运会女子10米跳台跳水项目的參賽資格。她也參加了2019年世界游泳錦標賽及2021年跳水世界杯。